# Nastus
Nastus is een geslacht uit de grassenfamilie (Poaceae). De soorten van dit geslacht komen onder meer voor in Nieuw-Guinea en Madagaskar.